# Ken Uston
Ken Uston, pseudónimo de Kenneth Senzo Usui (2 de enero de 1935 - París, 19 de septiembre de 1987), fue un famoso jugador de blackjack estadounidense conocido por sus técnicas para contar cartas aplicado en varios casinos en la década de 1970.

## Infancia y juventud
Ken Uston era hijo de padre japonés y madre austriaca. Su padre era profesor de Yale, y él estudió allí. Con un cociente intelectual de 169, se convirtió en un genio matemático en dicha universidad. Posteriormente obtuvo un MBA en Harvard.
Trabajó como vicepresidente de una fuerte compañía en San Francisco. Según se cuenta, en una partida de póquer, Al Francesco le contó que había formado un equipo para contar cartas en el blackjack y abandonó todo para unirse al serle propuesto.

## Blackjack
El equipo de contadores al principio de la década de los setenta actuó durante varios años en los casinos de Las Vegas obteniendo unas ganancias que se estiman en cientos de miles de dólares. Por diferencias surgidas entre Francesco y Uston, los casinos llegaron a conocer la existencia del equipo, y se le prohibió la entrada a los componentes.
En 1976 se autoriza el juego en Atlantic City, y Uston forma un nuevo equipo dirigido por él, logrando esta vez ganancias que se cuentan por millones de dólares. Por fin fueron descubiertos, y se les prohibió la entrada a los casinos, no solamente en Estados Unidos, sino también en buena parte del mundo. Uston recurrió esta forma de proceder de los casinos, demandándolos en los tribunales. Gracias a esta demanda, el Tribunal Supremo del estado de Nueva Jersey dictaminó que el conteo de cartas, al ser solo una ventaja obtenida con la mente humana, sin intervención de dispositivos electrónicos ni otras ayudas, no podía ser prohibido por los casinos de Atlantic City. Esto representó un gran triunfo para Uston, pero fue considerado por la mayoría de contadores de blackjack como un grave perjuicio para sus intereses, ya que los casinos de Atlantic City, al no poder expulsar a los contadores, endurecieron las condiciones del juego.
Después de esto, Uston continuó jugando en solitario, y recurriendo a disfraces para no ser conocido en los casinos, llegando a ser también maestro en el arte del disfraz.
Uston es considerado por la mayoría de profesionales en el arte del conteo de cartas, el mejor jugador de la historia del blackjack.

## Fallecimiento
El 19 de septiembre de 1987, fue encontrado muerto, al parecer en extrañas circunstancias, en un apartamento alquilado en el que vivía en París. La versión oficial no obstante, es que murió de un ataque al corazón.
- Datos: Q543636